# Belgische militaire begraafplaats van Brugge

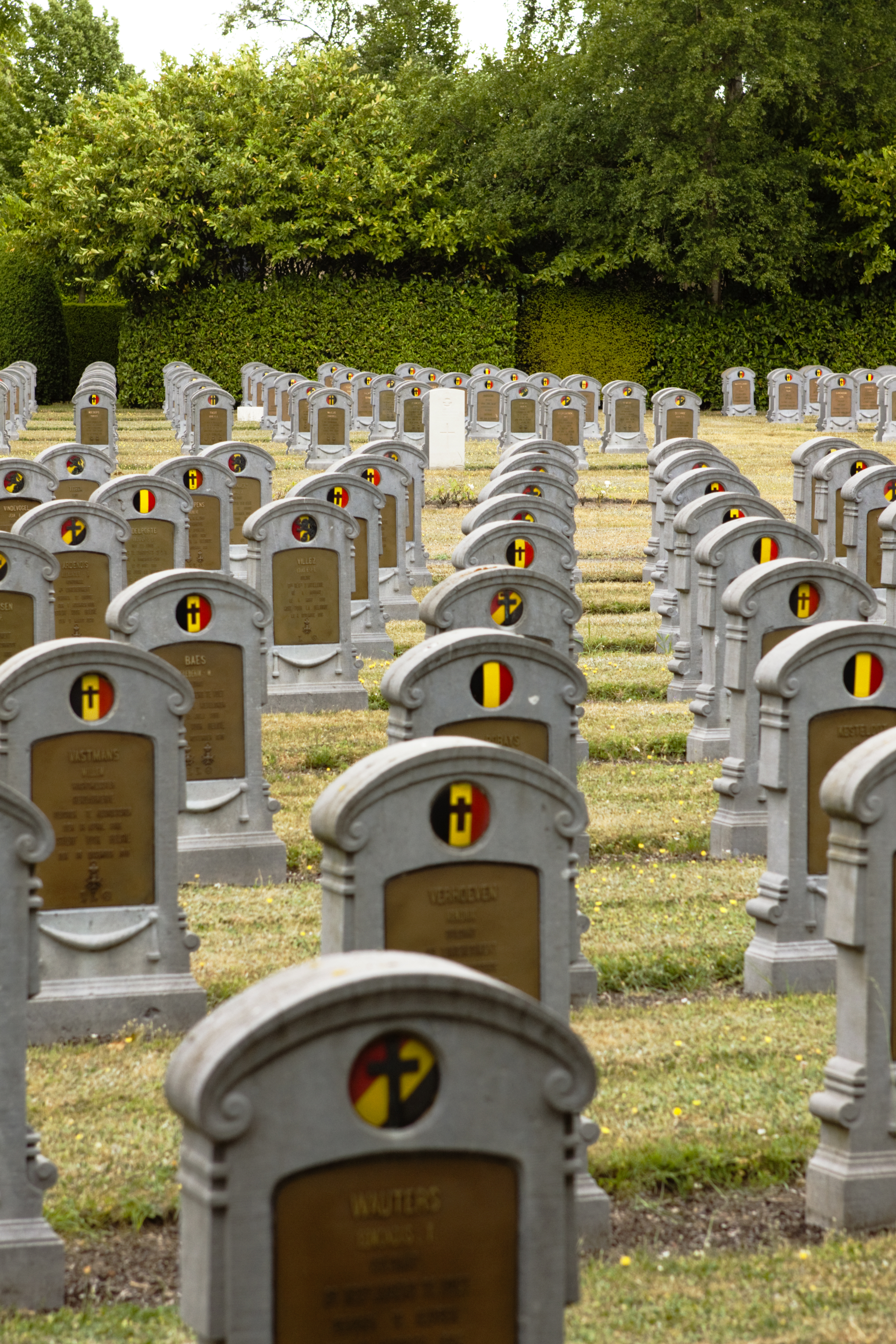
Belgische graven en één Brits graf uit WO1

De Belgische militaire begraafplaats van Brugge is een militaire begraafplaats aan de Kleine Kerkhofstraat in de Belgische stad Brugge. De begraafplaats is een onderdeel van de Centrale Stedelijke Begraafplaats in de Brugse deelgemeente Assebroek.
De militaire begraafplaats heeft een oppervlakte van 50 are waarop 611 militairen liggen. Daarvan zijn er 522 Belgen en 1 Brit uit de Eerste Wereldoorlog. De meesten zijn omgekomen tijdens het bevrijdingsoffensief van oktober 1918. Onder hen zijn er 15 die niet meer geïdentificeerd konden worden. Uit de Tweede Wereldoorlog zijn er 88 Belgische slachtoffers waarvan er 2 niet geïdentificeerd konden worden.
Deze begraafplaats is opgenomen in de lijst van het Bouwkundig Erfgoed.